# Рождество на соседней улице
Рождество на соседней улице (англ. Christmas On Division Street) — рождественская драма режиссёра Джорджа Качендера.

## Сюжет
Интеллигентный бродяга (роль Хьюма Кронайна) знакомится с богатым филадельфийским подростком Тревором (исполнитель Фред Сэвэдж). Они оба, бездомный и юный школьник, потеряли веру в себя и весь мир. Они оба охвачены духом Рождества и с завязыванием между ними дружбы мальчик постигает истинный смысл того, что значит делиться с другими.

## В ролях
- Фред Сэвидж — Тревор Этвуд
- Хьюм Кронин — Кливленд Мериуетер
- Бадья Дьола — Скорпио
- Джим Байрнес — Бенедетти

## Дополнительная информация
- В 1992 году Хьюм Кронин за роль в этом фильме номинировался на премию «Эмми» в категории «за выдающуюся роль второго плана в сериале».
- В 1993 году Тони Аллард и Колин Найстедт номинировались в категории «за лучший телевизионный фильм» на премию «Джемини».